# کاریزک کنارکال
کاریزک کنارکال، روستایی از توابع بخش مرکزی شهرستان نیشابور در استان خراسان رضوی ایران است.

## جمعیت
این روستا در دهستان دربقاضی قرار دارد و براساس سرشماری مرکز آمار ایران در سال ۱۳۸۵، جمعیت آن ۵۰۷ نفر (۱۲۴خانوار) بوده‌است.